# Trzebórz
Trzebórz (deutsch Eichelshagen) ist ein Dorf in der Woiwodschaft Westpommern in Polen. Es gehört zur Gmina Kozielice (Gemeinde Köselitz) im Powiat Pyrzycki (Pyritzer Kreis).

## Geographische Lage
Die Ortschaft liegt in Hinterpommern, elf Kilometer südwestlich der Stadt Pyrzyce (Pyritz). 
An das Straßennetz angebunden ist der Ort über eine   Nebenstraße, die bis nach Żałęże (Marienwerder) am Jezioro Sitno (Ziehtensee) führt. Die zwischen 2007 und 2010 neu erbaute Schnellstraße S 3 (auch: Europastraße 65), die die Ostsee und die drei Woiwodschaften Westpommern, Lebus und Niederschlesien verbindet, verläuft fünf Kilometer nordöstlich des Dorfes.
Zwischen 1882 und 1992 war Eichelshagen bzw. Trzebórz Bahnstation an der Reichsbahnstrecke Pyritz (Pyrzyce)–Jädickendorf (Godków) (mit Anschluss an die Bahnstrecke Wriezen–Jädickendorf) bzw. der Staatsbahnstrecke Nr. 411 Stargard–Godków, die aber nicht mehr befahren wird.

## Ortsname
Die deutsche Bezeichnung Eichelshagen geht zurück auf Friedrich den Großen, der den Ort nach seinem Kabinettssekretär August Friedrich Eichel benannte.

## Geschichte
Die Ortschaft wurde 1751 als Kolonistendorf gegründet und war ein Kämmereidorf der Stadt  Pyritz.   Die Anregung zur Gründung gab die Siedlungspolitik Friedrichs des Großen, der zwölf Kolonisten hier in dem von der Stadt Pyritz gerodeten „Wolfswinkel“ der Stadtheide ansetzen ließ. 
Eichelshagen war ein Straßendorf. Die Kolonisten, die vorwiegend aus der Pfalz stammten, wohnten an der einen Seite der Straße, an der anderen befanden sich die Häuser der Arbeiter.
Um die Wende zum 20. Jahrhundert wurden fast alle reetgedeckten Kolonistenhäuser durch einen Brand zerstört und neu aufgebaut.
Im Jahre 1910 waren in Eichelshagen 186 Einwohner registriert. Ihre Zahl betrug 1933 noch 182 und 1939 wieder 188. Bis 1945 gehörte das Dorf zum Landkreis Pyritz im Regierungsbezirk Stettin der preußischen Provinz Pommern.
Gegen Ende des Zweiten Weltkriegs drangen am 2. Februar 1945  sowjetische Panzer in das Dorf ein, das anschließend von der Roten Armee besetzt wurde. Kurz darauf wurde die Region zusammen mit ganz Hinterpommern unter polnische Verwaltung gestellt. In Eichelshagen begann nun die Zuwanderung polnischer Zivilisten. Eichelshagen wurde in Trzebórz umbenannt. Soweit die Einwohner nicht geflohen waren, wurden sie in der darauf folgenden Zeit vertrieben.
Die Ortschaft ist heute ein  Ortsteil der Gmina Kozielice im Powiat Pyrzycki in der Woiwodschaft Westpommern (1975 bis 1998 Woiwodschaft Stettin).

## Einwohnerzahlen
| Jahr | Ein- wohner | Anmerkungen                                                           |
| ---- | ----------- | --------------------------------------------------------------------- |
| 1816 | 108         | [ 3 ]                                                                 |
| 1852 | 235         | [ 4 ]                                                                 |
| 1864 | 253         | [ 5 ]                                                                 |
| 1867 | 239         | [ 6 ]                                                                 |
| 1871 | 229         | darunter 228 Evangelische und ein Katholik                            |
| 1910 | 186         |                                                                       |
| 1925 | 201         | darunter 200 Evangelische und eine Person ohne Angaben zur Konfession |
| 1933 | 182         | [ 8 ]                                                                 |
| 1939 | 188         | [ 8 ]                                                                 |

## Kirche
Kirchlich war Eichelshagen bis 1945 bei überwiegend evangelischer Bevölkerung in das Kirchspiel Groß Möllen (heute polnisch: Mielno Pyrzyckie) eingepfarrt, zu dem auch die beiden Filialgemeinden Loist (Łozice) und Rackitt (Rokity) gehörten. Es lag im Bereich des Kirchenkreises Pyritz (Pyrzyce) im Westsprengel der Kirchenprovinz Pommern der Kirche der Altpreußischen Union. Im Jahre 1940 zählte das gesamte Kirchspiel 1210 Gemeindeglieder. Letzter deutscher Geistlicher war Superintendent Gerhard Bindemann in Beyersdorf (Tetyń), der den zuletzt fehlenden Pfarrer von Groß Möllen vertrat.
Heute gehören die evangelischen Einwohner von Trzebórz zum Pfarrbezirk der Trinitatiskirche in Stettin in der Diözese Breslau der Evangelisch-Augsburgischen Kirche in Polen.

## Schule
Die Schule in Eichelshagen stand auf der Straßenseite der Arbeiterhäuser. Obwohl sonst alle Häuser des Dorfes den Krieg überstanden, wurde das Schulgebäude zerstört.